# 25th Anniversary Best & Premium Songs
『25th Anniversary Best & Premium Songs』（トゥエンティーフィフスアニバーサリー・ベスト・アンド・プレミアム・ソングス）は、山下久美子のベスト・アルバム。2004年12月1日に東芝EMI / Virgin Musicから発売された。

## 概要
2002年に、渡辺音楽出版から発売された『山下久美子 シングルコレクション』以来のリリースとなり、東芝EMI / Virgin Musicから発売されたベスト・アルバムとしては、この作品が初となる。
デビュー25周年記念企画として発売され、「バスルームから愛をこめて」や「赤道小町ドキッ」をはじめ、アルバム初収録となる楽曲を収録している。

## 収録曲
| #         | タイトル                                    | 作詞           | 作曲           | 編曲             | 時間  |
| --------- | ------------------------------------------- | -------------- | -------------- | ---------------- | ----- |
| 1.        | 「バスルームから愛をこめて (2000 Version)」 | 康珍化         | 亀井登志夫     | 佐橋佳幸         | 5:05  |
| 2.        | 「赤道小町ドキッ (2000 Version)」           | 松本隆         | 細野晴臣       | 高橋幸宏         | 3:49  |
| 3.        | 「Tonight (星の降る夜に)」                  | 山下久美子     | 布袋寅泰       | 布袋寅泰         | 5:12  |
| 4.        | 「いっぱいキスしよう」                      | 康珍化         | 布袋寅泰       | 布袋寅泰・門倉聡 | 5:07  |
| 5.        | 「宝石」                                    | 森雪之丞       | 布袋寅泰       | Simon Hale       | 5:37  |
| 6.        | 「DRIVE ME CRAZY」                          | 山下久美子     | 布袋寅泰       | Simon Hale       | 3:54  |
| 7.        | 「Close your eyes」                         | 山下久美子     | 布袋寅泰       | Simon Hale       | 5:02  |
| 8.        | 「最後の初恋」                              | 湯川れい子     | 筒美京平       | 佐橋佳幸         | 3:19  |
| 9.        | 「Sing A Song」                             | 布袋寅泰       | 布袋寅泰       | 布袋寅泰         | 5:46  |
| 10.       | 「KID」                                     | Chrissie Hynde | Chrissie Hynde | 高野寛           | 3:52  |
| 11.       | 「ビタミン」                                | 松本隆         | 堀込泰行       | 高野寛           | 4:45  |
| 12.       | 「悲しみよこんにちは」                      | 山下久美子     | 松原憲         | 島田昌典         | 5:16  |
| 13.       | 「あの桜の木の下で永遠に」                  | 山下久美子     | 井上ヨシマサ   | 島田昌典         | 5:02  |
| 14.       | 「ちっぽけなすべて」                        | 山下久美子     | 小幡英之       | 島田昌典         | 4:11  |
| 15.       | 「オーロラ」                                | 山下久美子     | Solveig        | 高野寛           | 5:04  |
| 16.       | 「天使の唄」                                | 山下久美子     | 村山達哉       | 村山達哉         | 3:31  |
| 合計時間: | 合計時間:                                   | 合計時間:      | 合計時間:      | 合計時間:        | 74:32 |

## 楽曲解説
1. バスルームから愛をこめて (2000 Version)
  - デビューシングル「バスルームから愛をこめて」のセルフカヴァー。
  - 2000年に発売されたセルフカヴァーベスト・アルバム『THE HEARTS』バージョンで収録されおり、コーラスにサザンオールスターズの桑田佳祐が参加している。
2. 赤道小町ドキッ (2000 Version)
  - 6thシングル「赤道小町ドキッ」のセルフカヴァー。
  - 2000年に発売されたセルフカヴァー・ベスト・アルバム『THE HEARTS』バージョンで収録されおり、編曲にYMOの高橋幸宏が参加している。
3. Tonight (星の降る夜に)
  - 21stシングル。
  - フジテレビ系『ウッチャンナンチャンのやるならやらねば!』エンディングテーマ[6]
4. いっぱいキスしよう
  - 24thシングル。
  - 東芝グループ CM曲[7]
5. 宝石
  - 27thシングル。
  - カルピス CMソング[8]
6. DRIVE ME CRAZY
  - 28thシングル。
  - テレビ朝日系月曜ドラマ・イン『東京大学物語』主題歌[9]
7. Close your eyes
  - 30thシングル。
8. 最後の初恋
  - 32ndシングル「TOKYO FANTASIA」のカップリング曲。アルバム初収録。
9. Sing A Song
  - 34thシングル「FOUR SEASONS」のカップリング曲。アルバム初収録。
10. KID
  - カヴァーアルバム『Souls』収録曲。
  - イギリスのロックバンドであるプリテンダーズが1979年に発表した楽曲のカヴァー。
  - 1989年に発売されたライヴ・アルバム『stop stop rock'n'roll』で一度カヴァーしている。
11. ビタミン
  - 37thシングル「恋が死ぬ/ビタミン」の2曲目に収録。
12. 悲しみよこんにちは
  - コンピレーションアルバム『歌う女 歌わない女』収録曲。
13. あの桜の木の下で永遠に
  - 1stミニアルバム『壁のない世界』収録曲。
14. ちっぽけなすべて
  - 2ndミニアルバム『ちっぽけなすべて』収録曲。
15. オーロラ
  - 2002年に、髙島屋限定販売された38thシングル。アルバム初収録。
16. 天使の唄
  - アルバム初収録。
  - 1999年に公開された映画『きみのためにできること』主題歌[10]